# نقطة مئوية
النقطة المئوية (بالإنجليزية: Percentage point)‏ هي وحدة الفرق الحسابي بين اثنين من النسب المئوية. على سبيل المثال، الانتقال من 40٪ إلى 44٪ هو زيادة بمقدار 4 نقاط مئوية، ولكنه زيادة بنسبة 10٪ للشيء الذي يتم احتسابه. في الأدبيات، عادةً ما يتم كتابة وحدة النسبة المئوية، أو يتم اختصارها باللغة الإنجليزية كـ pp أو p.p. لتجنب الغموض. بعد التكرار الأول، يختصر بعض الكتّاب باستخدام «نقطة» أو «نقاط» فقط.